# Kim Kye-kwan
Kim Kye-kwan (* 6. Januar 1943 in Unsan, Provinz P’yŏngan-pukto) ist ein nordkoreanischer Diplomat und Politiker. Er ist stellvertretender Außenminister Nordkoreas.
Kim Kye-kwan studierte Französisch an der Universität für Internationale Beziehungen in Pjöngjang. Seine diplomatische Karriere begann er 1969 an der nordkoreanischen Botschaft in Algerien. In den 1980er Jahren arbeitete er im Pjöngjanger Außenministerium. Als hochrangiger Diplomat trat er erstmals in Erscheinung, als er 1992 den Parteisekretär Kim Yong-sun nach New York zu Gesprächen mit dem stellvertretenden US-Außenminister Arnold Kanter begleitete. Darüber hinaus vertrat Kim mehrmals sein Land bei weiteren Verhandlungen mit US-Vertretern u. a. zum Nordkoreanischen Kernwaffenprogramm. Er nahm auch an den Sechs-Parteien-Gesprächen teil.
Kim Kye-kwan gilt als Experte für die Beziehungen Nordkoreas zu den USA. Er spricht neben koreanisch auch englisch und französisch.